# 許百錬
許 百錬（ホ・ベンニョン、朝鮮語: 허백련、1891年11月2日 - 1977年）は、韓国の南画家。本貫は陽川許氏。雅号は毅齋（韓国発音：ウィジェ）、毅道人（ウィトイン）。

## 来歴
- 1891年11月2日 全羅南道珍島郡珍島面 雙井里の農家の長男に生まれる。
- 1913年 - 1914年 日本に渡り立命館大学に入学。
- 1915年 - 1918年 明治大学で法律・政治を学び、その後、南画の大家・小室翠雲に心酔し、その門下生となり、南画を修行する。
- 1919年、珍島に帰り南画の製作を行う。
- 1920年、光州に移住。
- 1921年春、江原道金剛山に2ヶ月写生旅行。
- 1922年、日本に5ヶ月滞在。
- 1923年、第2回鮮展・東洋書画部三等賞受賞「秋山暮靄。」以後1927年までの毎年、鮮展に出品。
- 1924年、光州の日本人小学校講堂で作品展を開く。冬 金剛山に旅行。
- 1927年、日本に2ヶ月滞在。
- 1931年、金剛山旅行。北京旅行。
- 1932年、京城の三越百貨店（現新世界百貨店）で作品展を開く。
- 1939年、光州錦洞に錬真会館を設立し全州の有志35名が入会。南画の伝統技法の後継のため錬真会を発足。
- 1942年、京城の丁子屋百貨店（現ロッテヤングプラザ明洞店）画廊にて個展を開く。
- 1945年、日本敗戦後、日本人の経営していた無等山茶園を引き受けて、山のふもとに山荘を作り、茶園と畜産農場で、自給自足生活で書画製作を始める。山荘を、水流花開館、近仁道、積翠閣、春雪軒などとも呼んだ。
- 1946年、光州商工会議所にて農村高等技術学校設立基金 募金画展を開く。
- 1947年、農村高等技術学校設立。第一回入学生21名。許百錬は漢文と国史を教える。
- 1949年、第1回大韓民国美術展覧会の推薦作家となるも出品せず。
- 1950年、朝鮮戦争勃発。7月6日無等山に避難。学校が破壊される。
- 1951年、農村高等技術学校再建基金 募金画展を開く。
- 1953年、第2回大韓民国美術展覧会の推薦作家として「白雪紅樹」を出品。
- 1954年 - 1962年、第3 - 11回大韓民国美術展覧会に出品。
- 1955年、全羅南道文化賞受賞。
- 1959年、ニューヨークで毅齋画会を開く。
- 1960年、大韓民国芸術院第2代推薦会員となる。
- 1961年、ソウル中央公報館にて個展を開く。
- 1962年、大韓民国文化勲章・文化褒章受章。
- 1963年 - 1973年、1964年第13回大韓民国美術展覧会を除き出品せず。
- 1966年、大韓民国芸術院賞・美術部門賞受賞。
- 1969年、ソウル朝興銀行本店にて無等山檀君神殿建立委員会主幹として個展を開く。
- 1971年、ソウル新聞社主催の東洋画展覧会に4作品を出品。
- 1973年、芸術院会員。

同じく南画家の 朴鐘哲（雅号：和生道人）は親戚にあたる。86年の生涯で2万枚の画を描いたとされるが、自身が生涯に描いた作品で満足したものは1枚もないと発言した、と伝えられている。